# Olympische Winterspiele 1972/Teilnehmer (Republik China)
| Gelbes Symbol für Goldmedaillen mit stilisierten Olympischen Ringen | Graues Symbol für Silbermedaillen mit stilisierten Olympischen Ringen | Braundes Symbol für Bronzemedaillen mit stilisierten Olympischen Ringen |
| ------------------------------------------------------------------- | --------------------------------------------------------------------- | ----------------------------------------------------------------------- |
| —                                                                   | —                                                                     | —                                                                       |

Die Republik China (Taiwan) nahm an den Olympischen Winterspielen 1972 im japanischen Sapporo mit einer Delegation von fünf Männern teil, davon vier alpine Skirennläufer und ein Langläufer. Es war die erste Teilnahme der Republik China bei Olympischen Winterspielen.

## Teilnehmer nach Sportarten

### Ski Alpin
Herren:
- Chen Yun-Ming
Riesenslalom: DSQ
Slalom: 34. Platz – 2:53,47 min
- Chia Kuo-Liang
Riesenslalom: DSQ
Slalom: 37. Platz – 3:07,73 min
- Hwang Wei-Chung
Riesenslalom: 48. Platz – 4:40,87 min
Slalom: 36. Platz – 3:04,94 min
- Wang Cheng-Che
Riesenslalom: 47. Platz – 4:35,63 min
Slalom: 35. Platz – 3:00,98 min

### Ski Nordisch

#### Langlauf
Herren:
- Liang Reng-Guey
15 km: 62. Platz – 1:03:35,66 h

## Weblink
- Olympiamannschaft der Republik China 1972 in der Datenbank von Sports-Reference (englisch; archiviert vom Original)